# Château de Sallèles
Le château de Sallèles est un château situé à Sallèles-d'Aude, en France.

## Description
Le château possède trois tours datant du Moyen Âge. Dans la cour, les arceaux étaient ouverts et étaient utilisés pour les promenades. Une galerie permettait à l'étage d'accéder aux appartements et à la chapelle qui était située dans la tour carrée. 
Une muraille protégée le château et il y avait une tour supplémentaire en face de l’emplacement actuel du pont canal. 
L'intérieur abritait une cheminée Renaissance, une salle avec des peintures murales et un vaste escalier. 
Il ne reste qu'une tour intacte et un puits dont la ferronnerie a disparu. L'entablement porte une inscription en latin dont il manque des lettres.

## Localisation
Le château est situé sur la commune de Sallèles-d'Aude, dans le département français de l'Aude.

## Historique
Datant du XIIIe siècle, il fut habité par différents seigneurs. En 1542, une visite de François Ier est répertoriée. 
Le domaine appartient à la famille de Massia, puis par héritage aux Bonet de Sallèles. Hercule de Bonet de Sallèles sera maire de Sallèles de 1806 à 1824 ; Marius Caudière, originaire de Martigues et sous-directeur du canal, marié à Mlle de Bonet de Sallèles, sera maire de Sallèles de 1848 à 1859 et conseiller général.
En 1830, une école pour filles s'installe dans l'aile sud. 
L'édifice est inscrit au titre des monuments historiques en 2003.

## Galerie

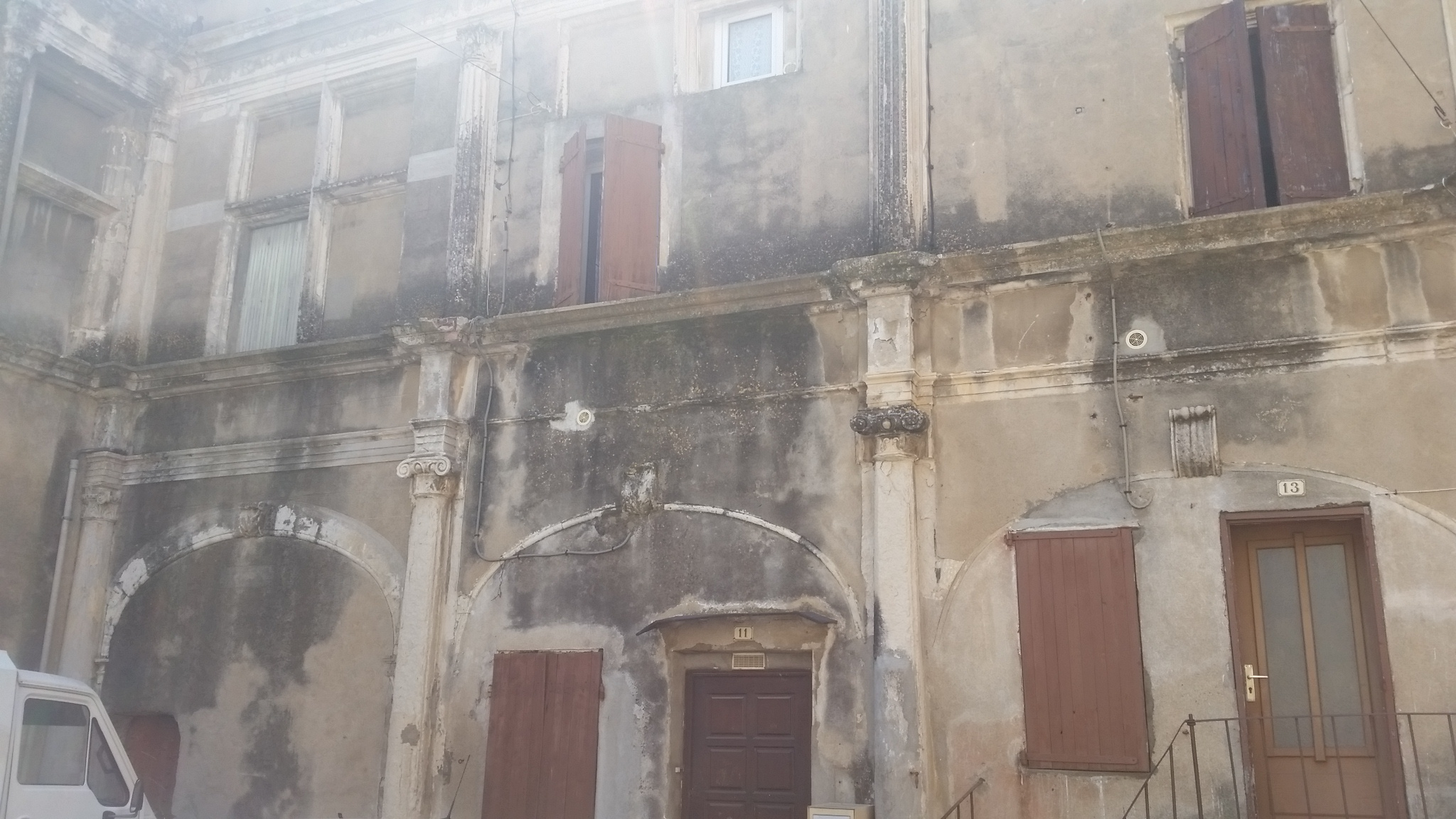
Château de Sallèles (arrière)
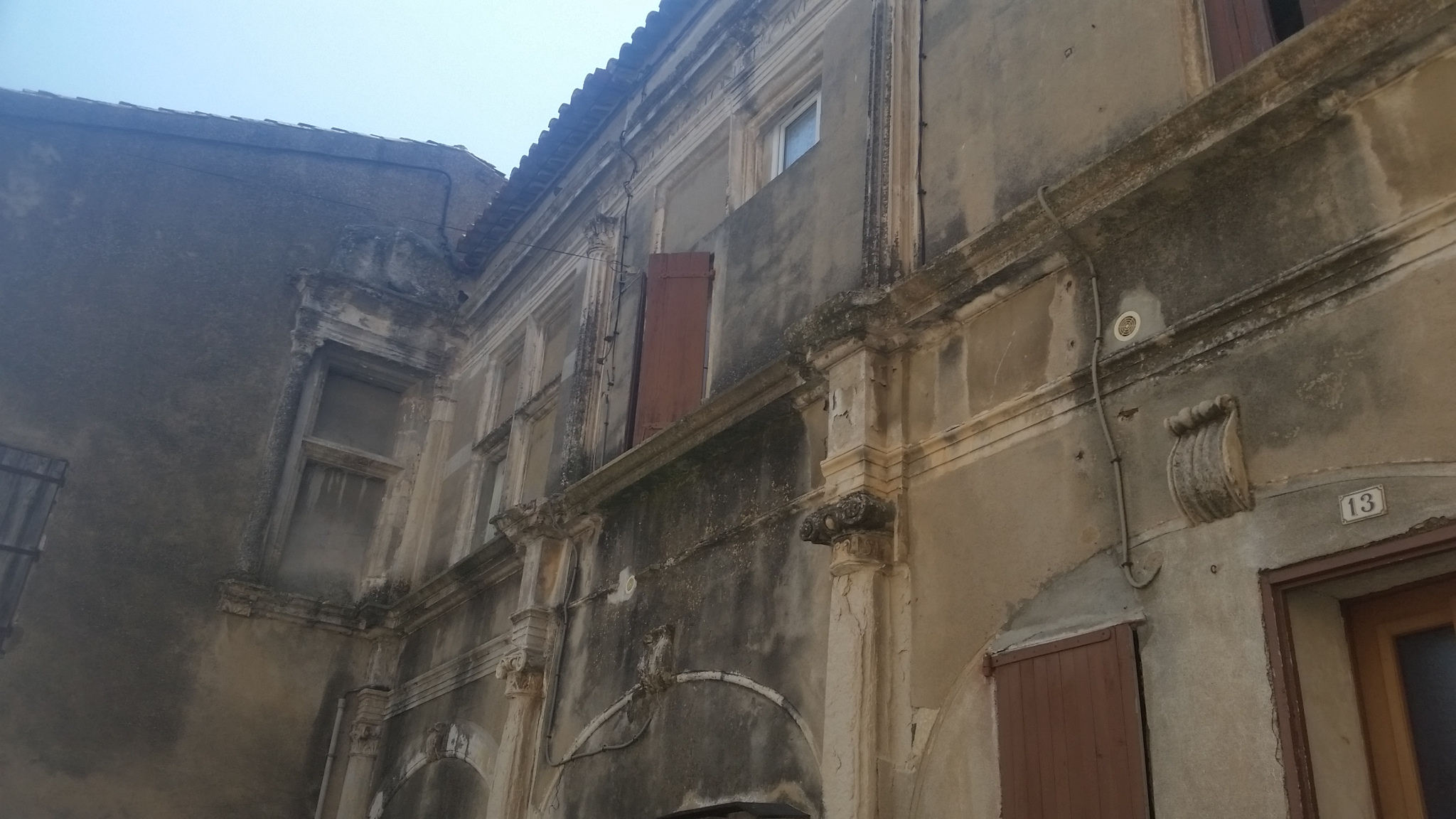
Château de Sallèles (arrière)
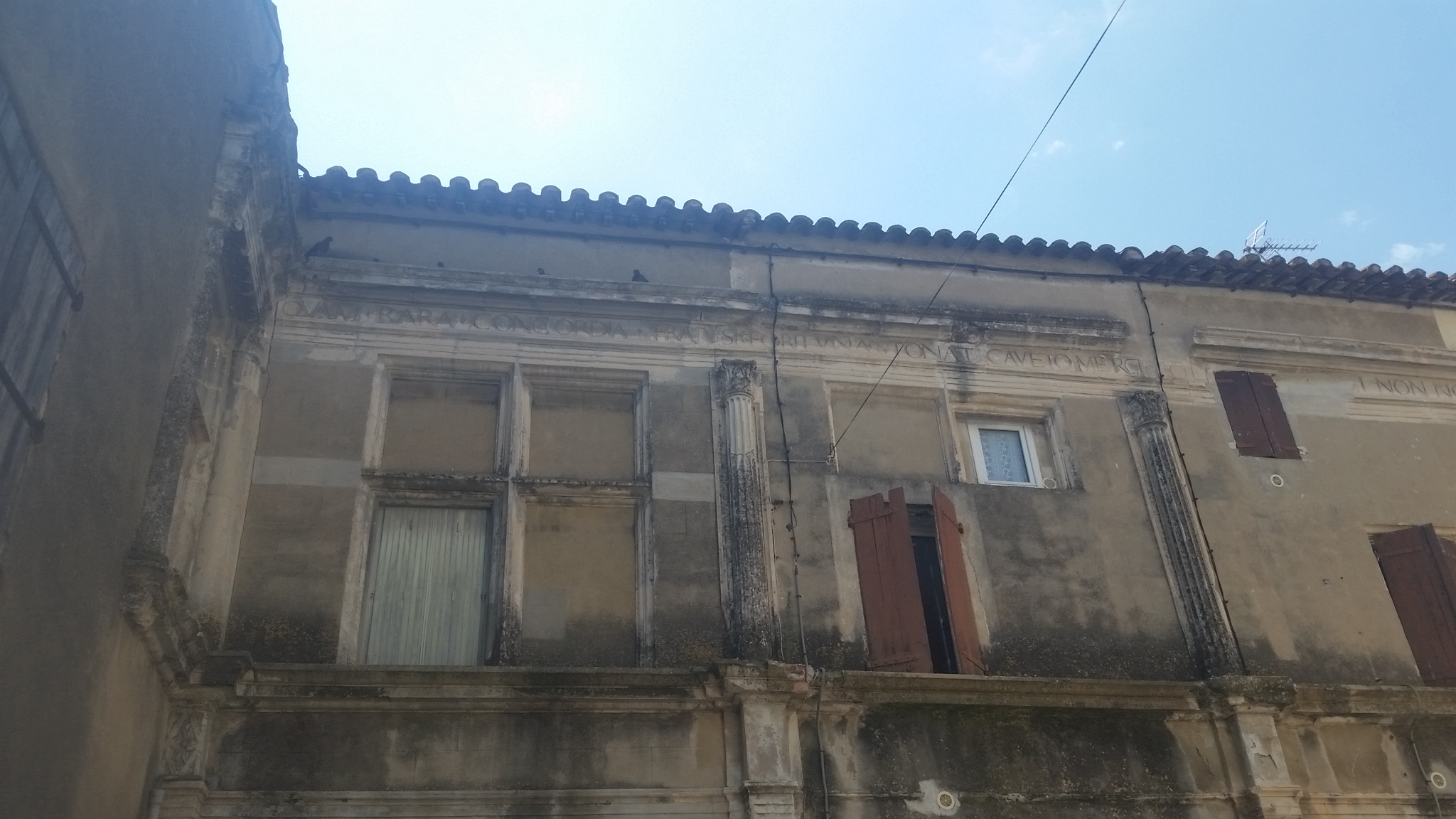
Château de Sallèles et inscription sur le pignon
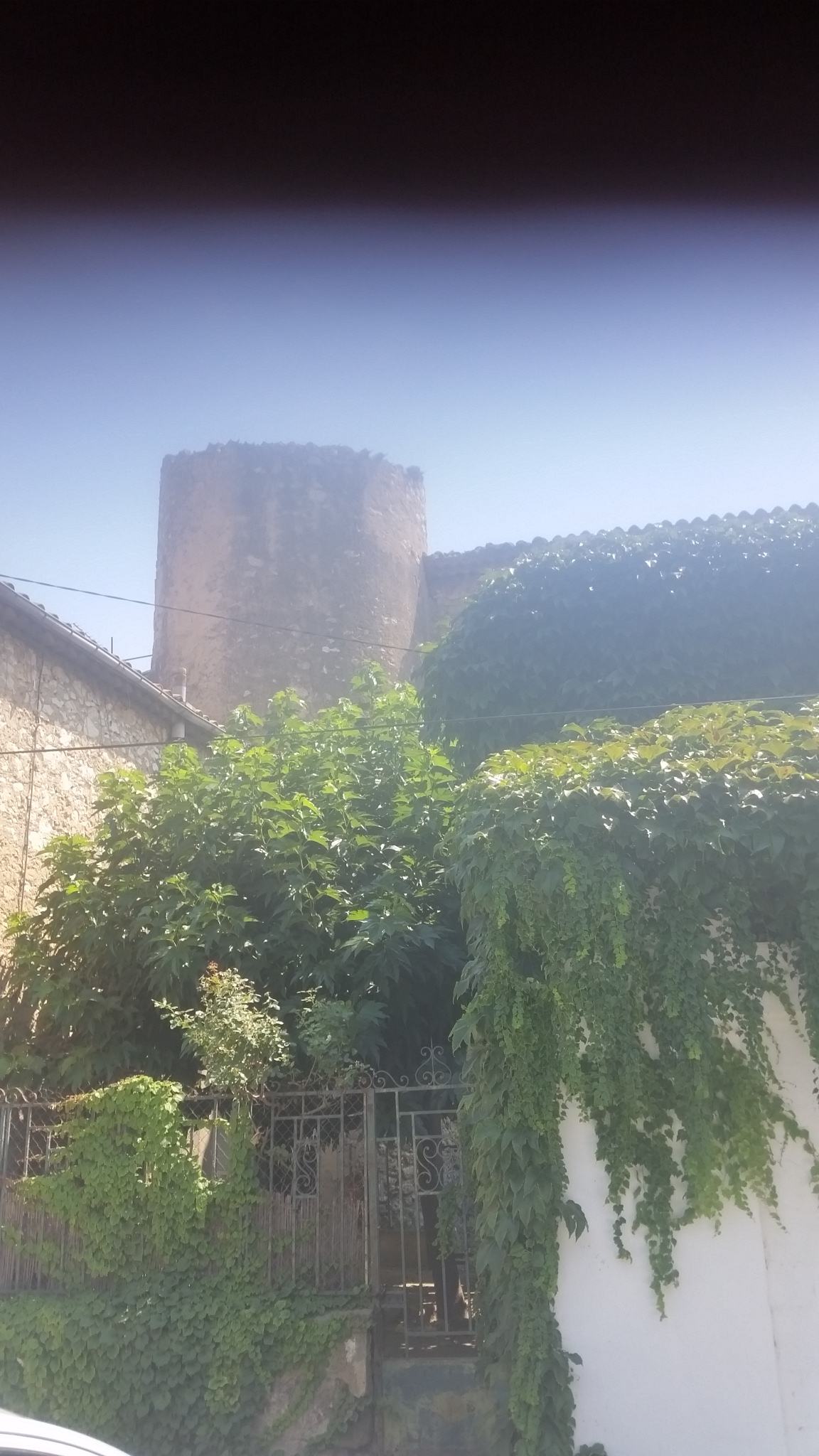
Tour du château de Sallèles.